# バジレア・シュリンク
バジレア・シュリンク（Basilea Schlink, 1904年10月21日 - 2001年3月21日）は、ダルムシュタット生まれのドイツのキリスト教会指導者。ルーテル派内に設立されたマリア福音姉妹会の共同創立者である。

## 生涯
1933年、アドルフ・ヒトラー率いるナチス政権下において、ナチスによるユダヤ人迫害に抵抗した。シュリンクはドイツキリスト教学生連盟の会長として、いのちをかけて、神の選びの民ユダヤ人について講演した。1934年ハンブルク大学にて心理学博士号。
1944年9月11日の大空襲の夜に、女子聖書研究会にリバイバルが起き、このリバイバルから戦後、マリア福音姉妹会が形成された。この会はマザー・バジレアの指導のもと、イスラエルのために祈り、援助を行ってきた。反ユダヤ主義の罪に対する悔い改めのメッセージは、ドイツのキリスト教会のユダヤ人への態度を変えたと言われている。

## 日本語訳著書
- 終末を告げる警鐘：今、求められること（倉澤惇訳 カナン出版 2005年） ISBN 4944019343
- キリストにわがすべてを：愛のともし火、掲げつつ（マリア福音姉妹会日本支部訳 カナン出版 2004年） ISBN 4944019335
- 朝、夕のまごころの祈り（マリア福音姉妹会日本支部訳 カナン出版）
- 惑わす者に打ち勝つ道：真理の霊と偽りの霊とを見分けるために（カナン出版 2003年） ISBN 4944019327
- 輝くエルサレムを見よ 選ばれた民への神の真実（後藤まり子訳 カナン出版） ISBN 4944019238
- 救い主の母の道：キリストとともに、キリストのために（マリア福音姉妹会 1990年）
- 天国と地獄：聖書が語る死後の世界（マリア福音姉妹会日本支部訳 マリア福音姉妹会 1989年）
- キリストの花嫁（大塚野百合訳 カナン出版 2000年）
- 約束に導かれて（大塚野百合、稲富いよの訳 カナン出版 2000年）
- 神の現実（高橋三郎、大友陽子共訳 待晨堂）